# 結崎駅
結崎駅（ゆうざきえき）は、奈良県磯城郡川西町結崎出屋敷にある、近畿日本鉄道（近鉄）橿原線の駅である。駅番号はB34。

## 歴史

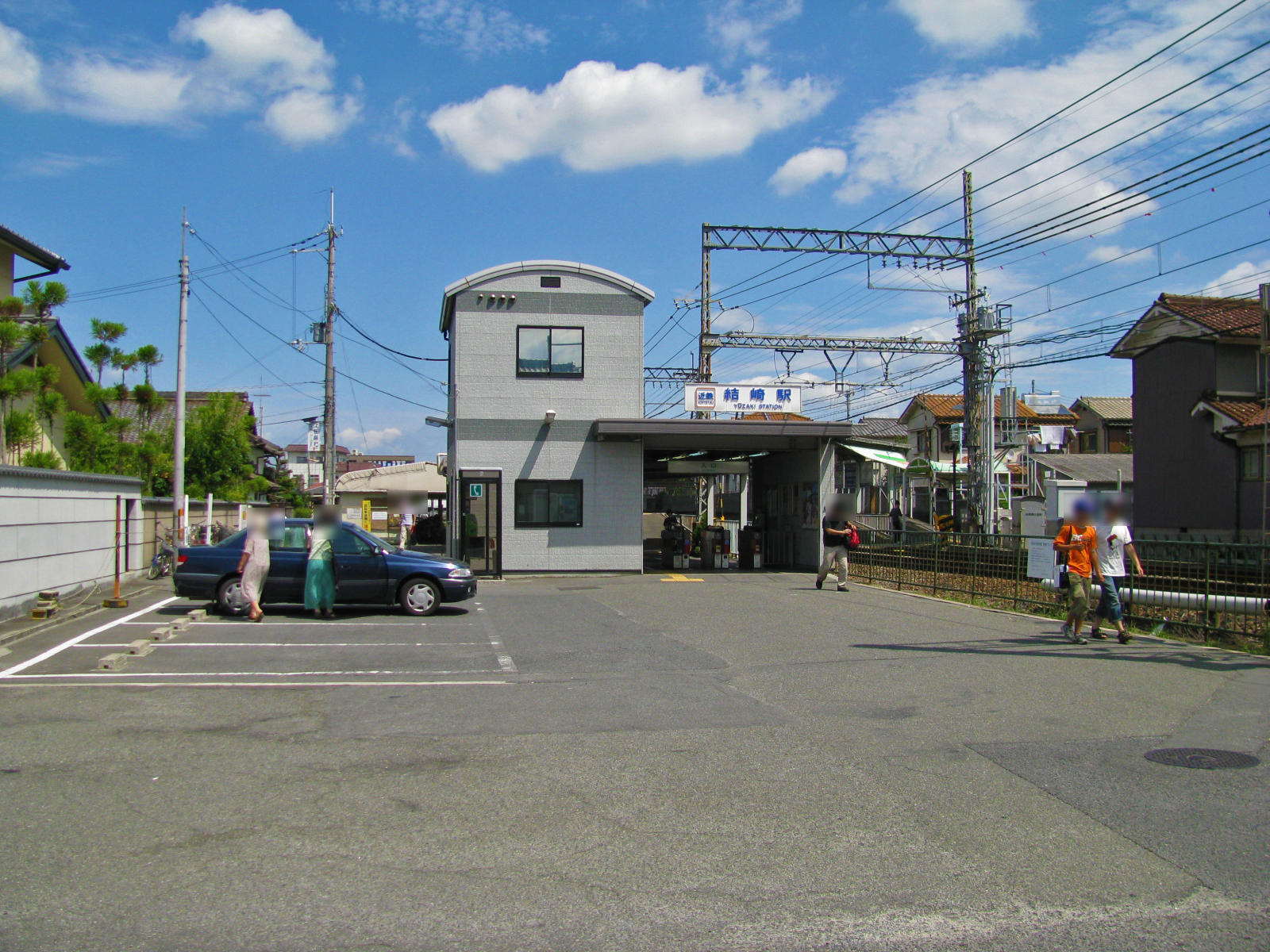
1998年供用の駅舎（2008年8月）

- 1923年（大正12年）3月21日：大阪電気軌道畝傍線（現在の橿原線）平端 - 橿原神宮前（初代）間開通時に開業[1]。
- 1941年（昭和16年）3月15日：参宮急行電鉄との会社合併により、関西急行鉄道の駅となる[1]。
- 1944年（昭和19年）6月1日：会社合併により近畿日本鉄道の駅となる[1]。
- 1998年（平成10年）12月：駅舎建て替え工事完成。
- 2007年（平成19年）4月1日：PiTaPa使用開始[2]。
- 2021年（令和3年）10月1日以降時期不明：終日無人駅化[3]。
- 2022年（令和4年）6月5日：新駅舎の供用を開始[4]。

## 駅構造
相対式2面2線のホームを持つ地上駅。ホーム有効長は4両分。駅舎（改札口）は2番線ホーム側にあり、反対側の1番線ホームへは構内踏切で連絡している。
天理駅管理の無人駅で、PiTaPa・ICOCA対応の自動改札機および自動精算機（回数券カードおよびICカードのチャージに対応）が設置されている。

### のりば
| のりば | 路線     | 方向 | 行先                 |
| ------ | -------- | ---- | -------------------- |
| 1      | B 橿原線 | 下り | 橿原神宮前方面       |
| 2      | B 橿原線 | 上り | 大和西大寺・京都方面 |

## 利用状況
近年における当駅の1日乗降人員の調査結果は以下の通り。
- 2023年11月7日：3,552人
- 2022年11月8日：3,586人
- 2021年11月9日：3,372人
- 2018年11月13日：3,885人
- 2015年11月10日：4,053人
- 2012年11月13日：4,227人
- 2010年11月9日：4,317人
- 2008年11月18日：4,750人
- 2005年11月8日：5,156人

## 駅周辺
- 川西町役場
- 川西結崎郵便局
- 川西町三宅町式下中学校組合立式下中学校
- 奈良県立二階堂養護学校
- 南都銀行結崎支店
- 奈良中央信用金庫 結崎支店
- JAならけん川西
- 糸井神社
- 島の山古墳
- 佐々木塚古墳（駅前広場内）
- 面塚（近くに面塚が存在する事を示す石柱が1番ホームにある）
- おくやま結崎店（旧・結崎サティ）
- 唐院工業団地
  - 大日本印刷奈良工場
- 結崎工業団地
  - 東洋シヤッター奈良工場
  - GMB本社工場
  - ボスティック・ニッタ奈良工場
  - ジェイテクトマシンシステム結崎工場

## バス路線
川西町町内巡回バス「川西こすもす号」
駅前に乗り入れ、「結崎駅前」停留所が設けられている。
- 吐田コース 川西町役場前／唐院北口方面
- 保田コース 保田公民館前／東人権センター前方面　（川西町役場前止の便もあり）

※土曜・休日および年末年始（12月31日 - 翌年1月3日）は運休する。
天理市コミュニティバス「いちょう号」
- 西部線 天理駅方面 （1日5往復のみ運行。便によって途中循環方向が異なっている）

※土曜・休日および年末年始（12月29日 - 翌年1月3日）は運休する。

## 結崎駅周辺整備事業
結崎駅前に潜在する様々な課題点の解決を図って未来志向のまちづくりの起爆剤とするため、川西町は近畿日本鉄道（近鉄）・奈良県と協力して、駅周辺整備事業を行うこととなった。この事業には駅舎改築、駅前公園の再整備、駐車場・駐輪場の新設が含まれた。なお、この事業を立案した川西町は2013年9月に「近鉄結崎駅周辺整備事業」という題で駅周辺整備の事業計画を立案し、2016年8月2日に奈良県とまちづくり連携協定（「奈良県と川西町のまちづくりに関する包括協定書」と呼ばれるもの）を締結した。
その後、2016年8月21日から2017年2月19日に住民巻き込み型ワークショップ「結崎駅8800人フューチャーセッション」を開催して住民の意見を集め、2017年5月から約2年掛けて駅前広場・公園の基本計画を策定し、2020年6月から駅周辺整備工事が開始された。ワークショップの企画・司会・記録、基本計画、基本・実施設計などを川西町出身の建築家川西康之（苗字が町名と同一であるが、本名である）らが担当・監修した。なお、各施設の供用開始日は下記の通り。
供用開始日
- 2021年（令和3年）
  - 3月31日 - 駅前ロータリー・バイパス道路
  - 7月1日 - ロータリー内の駐車場・駐輪場
- 2022年（令和4年）
  - 3月1日 - 駅前広場[14]・トイレ
  - 6月5日 - 新駅舎[4]

## 隣の駅
近畿日本鉄道
B 橿原線
■急行
通過
■普通
ファミリー公園前駅 (B33) - 結崎駅 (B34) - 石見駅 (B35)
- 括弧内は駅番号を示す。